# Bokermannohyla ibitiguara
Bokermannohyla ibitiguara là một loài ếch thuộc họ Nhái bén.
Đây là loài đặc hữu của Brasil.
Môi trường sống tự nhiên của chúng là xavan ẩm và sông ngòi.
Chúng hiện đang bị đe dọa vì mất môi trường sống.